# Cidade Matarazzo
Cidade Matarazzo é um megacomplexo de luxo localizado no bairro da Bela Vista, região central de São Paulo. O projeto, idealizado pelo francês Alexandre Allard, está posicionado no meio de três hectares de Mata Atlântica, em um terreno de mais de 30 mil metros quadrados onde ficava o antigo Hospital Matarazzo, a 200 metros da Avenida Paulista. Além do Hospital, outros edifícios históricos, como a Maternidade Condessa Filomena Matarazzo (1943) e a Capela Santa Luzia (1922), também serão restaurado.
Considerado um dos maiores empreendimentos imobiliários erguidos na cidade e país nos últimos anos, o complexo deu novos usos às edificações históricas: a Maternidade foi convertida em um hotel seis estrelas da rede hoteleira Rosewood, sendo, assim, o primeiro hotel-palácio de com tal classificação da rede no Brasil e em toda a América do Sul; o projeto do hotel conta com a assinatura do arquiteto francês Jean Nouvel (seu primeiro trabalho na América Latina), o designer de interiores Philippe Starck, além de mais de 50 nomes artísticos importantes do cenário brasileiro. Ele está anexado à Torre Mata Atlântica, a qual tem mais de 100 metros de altura e 122 suítes na parte hoteleira e 90 apartamentos para moradores. A torre acomoda inúmeros tipos de árvores, formando uma continuação vertical da área verde do complexo, que possui mais de dez mil árvores nativas da Mata Atlântica; desse modo, segundo seus idealizadores, o Cidade Matarazzo abrigará a maior floresta urbana do mundo.
Além disso, haverá um Edifício Corporativo, assinado pelo arquiteto Rudy Ricciotti, um centro comercial com boulevard e lojas de mais de 300 marcas de luxo, das quais mais de setenta serão marcas internacionais exclusivas, 34 restaurantes, estacionamento com 1,5 mil vagas e 68 casas de artesãos que fazem homenagem ao artesanato brasileiro, com uma alameda de moda praia brasileira e um espaço cultural – intitulado de Casa Bradesco, a qual abrigará, no mínimo, três grandes exposições por ano.
Com um investimento estimado a dois bilhões de reais, a maior parte de recursos estrangeiros, a obra é dividida em duas fases, com a primeira prevista para ser entregue em 2021. No dia 13 de novembro, a Capela Santa Luzia foi reinaugurada e voltou a receber missas e casamentos.
Em 2024, o hotel Rosewood São Paulo foi eleito o melhor hotel da América do Sul e um dos melhores do mundo pelo segundo ano consecutivo, de acordo com a publicação especializada The World’s 50 Best Hotels.

## História

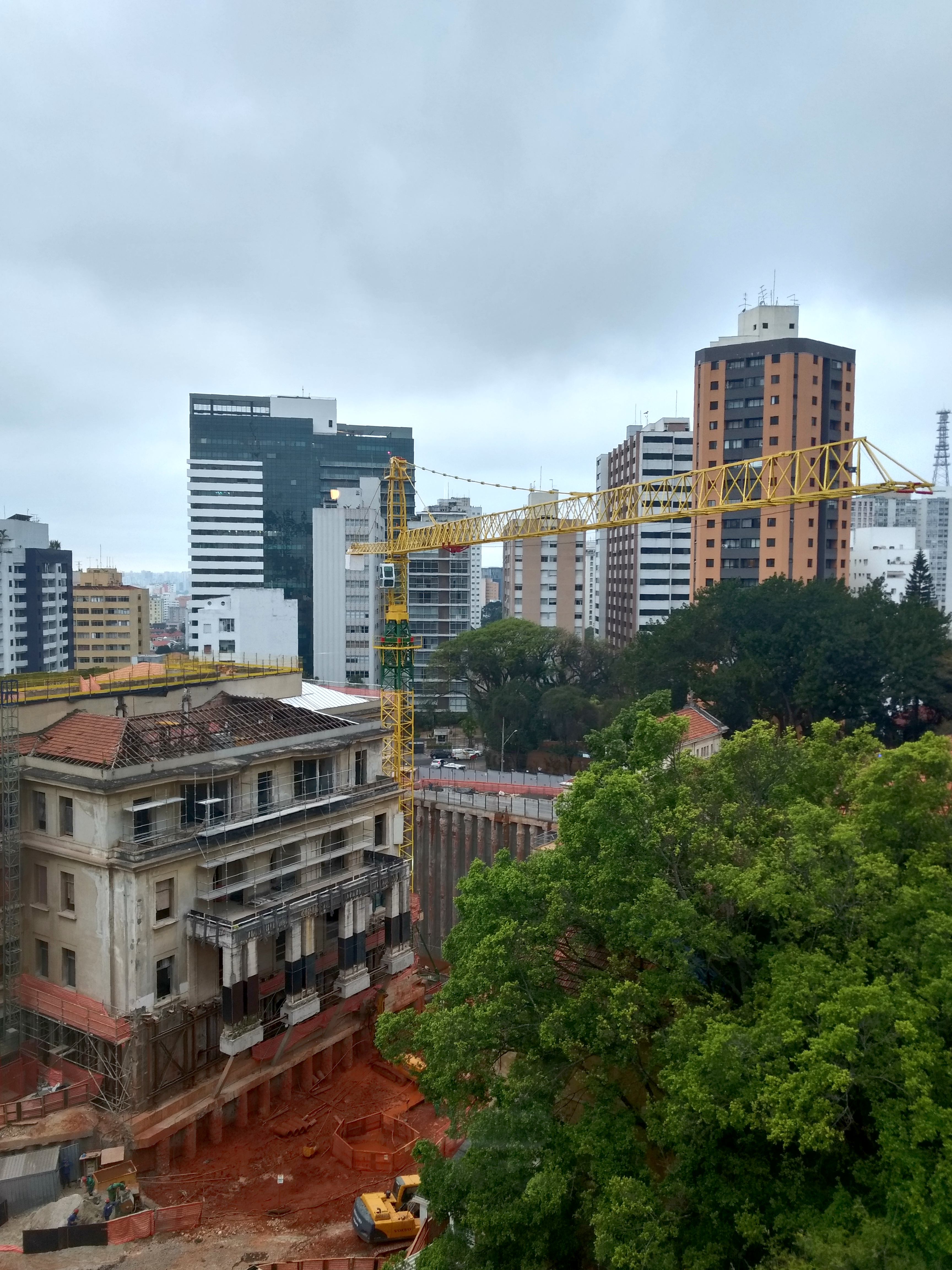
Cidade Matarazzo em construção em 2018

A concepção do projeto surgiu em 2008, enquanto o empresário francês Alexandre Allard, que estava na região, encontrou o terreno em que se localizava o Hospital Matarazzo junto da Maternidade Condessa Filomena Matarazzo e a Capela Santa Luzia, os quais haviam sido abandonados desde 1993, quando tiveram falência decretada.
Depois de muito tentar a superar "todos os impedimentos da burocracia brasileira", o Groupe Allard adquiriu a área tombada por 117 milhões de reais, que conserva uma mancha verde remanescente da Mata Atlântica.
"Fui ao Condephaat para preservar o complexo. Teria sido muito mais fácil derrubá-lo para fazer cinco ou seis torres gigantes."

### Desenvolvimento
Depois de aprovado, a fase seguinte foi a restauração e construção de novos edifícios. Com intuito de preservar as características originais, uma vez que não seria possível derrubar nem a capela nem a maternidade, ambas as construções tiveram que ser desalocadas de seu lugar original sem que sofressem nenhum dano. Para tal feito inédito no Brasil, no que tange à Capela Santa Luzia, que pesa 1 400 toneladas, foram construídos oito pilares de 60 metros de profundidade; em seguida, foi aplicada uma remoção controlada e manual do terreno original para a execução da nova estrutura. O mesmo se sucedeu com a Maternidade Condessa Filomena Matarazzo, embora com nesta obra o trabalho foi "mais complicado", tendo sido aplicado processo mais complexo no edifício de 11 000 toneladas.